# アナンケ (衛星)
アナンケ(Jupiter XII Ananke)は、木星の第12衛星。木星を逆行軌道で公転する不規則衛星の一つであり、アナンケ群に属する。

## 発見
アナンケは、1951年9月28日にアメリカ合衆国の天文学者セス・B・ニコルソンがウィルソン山天文台の望遠鏡を用いて発見した。その後10月24日と11月2日の観測でも存在が確認され、この天体が木星の衛星であることが確実視された。

## 名称
名称は、ギリシア神話の大神ゼウスとの間にアドラステア（ネメシス）をもうけたニンフに因んで命名された。必然を擬人化した女神とも言われる。
発見以降しばらくの間は命名されておらず、正式に命名されたのは1975年10月7日で、それ以前は Jupiter XIIとして知られていた。発見者のニコルソンは発見報告の中で "J XII" と表記している。ギリシア神話に登場する女神から取ってアドラステアという名称で呼ばれることもあったが、これは最終的に採用されなかった。アドラステアという名称は、1955年にブライアン・マースデンが提案したものである。なお、アドラステアは現在木星の別の衛星の名称として使用されている。この他にも、複数の名称案が提案されていた。

## 軌道と起源
アナンケは木星からおよそ2125万kmの距離を公転しており、約630日かけて軌道を一周する。

逆行軌道にある木星の不規則衛星の軌道要素。半径方向は衛星の軌道長半径、円周方向は軌道傾斜角を示している。また黄線は近木点距離から遠木点距離までを表しており、軌道離心率の大きさに対応している。円のサイズは衛星のサイズ比を示している。

アナンケの周囲には似た軌道の特徴を持つ衛星が複数あり、これらのグループはこの中で最も大きいアナンケから名前を取ってアナンケ群と呼ばれている。アナンケ群の衛星は木星から1930万kmと2270万kmの間の距離を逆行軌道で公転し、軌道傾斜角は 150° 程度となっている。木星の不規則衛星の軌道要素を示した図では、アナンケに近い軌道要素を持つグループがあるのが分かる (アナンケ群の外側には同程度の軌道傾斜角を持つパシファエ群がある)。
アナンケ群の衛星は類似した軌道および物理的特徴を示すため、これらは同じ起源を持つと考えられている。木星の重力に捕獲された小惑星が破壊され、その際に発生した破片がアナンケ群の衛星になり、母天体の最も大きな残骸がアナンケになったと考えられる。

## 物理的特徴
2002年に北欧光学望遠鏡を用いてアナンケの観測が行われ、色指数が B-V=0.90、V-R=0.38、V-I=0.86と測定された。この観測から、表面は灰色にやや赤みがかった色であることが判明した。一連の観測ではアナンケ群の他の衛星も観測されたが、イオカステ、プラクシディケ、ハルパリケの表面は灰色であり、表面の特性がやや異なる可能性が示唆されている。
2003年にはジェミニ北望遠鏡を用いて赤外線での観測が行われた。その結果アナンケのスペクトルはP型小惑星に分類されるものであることが判明した。またスペクトル中には氷によると思われる吸収が検出された。